# Zone de conservation des oiseaux de Ferjeholmen
La Zone de conservation des oiseaux de Ferjeholmen  est une aire protégée norvégienne qui est située dans le municipalité de Larvik, dans le comté de Vestfold.

## Description
La réserve naturelle de 0,08 km2 a été créée en 2009. C'est un îlot de l'archipel de Svenner, du côté ouest du phare de Svenner, qui est un lieu de nidification important pour les espèces de Larinae (mouettes et goélands).

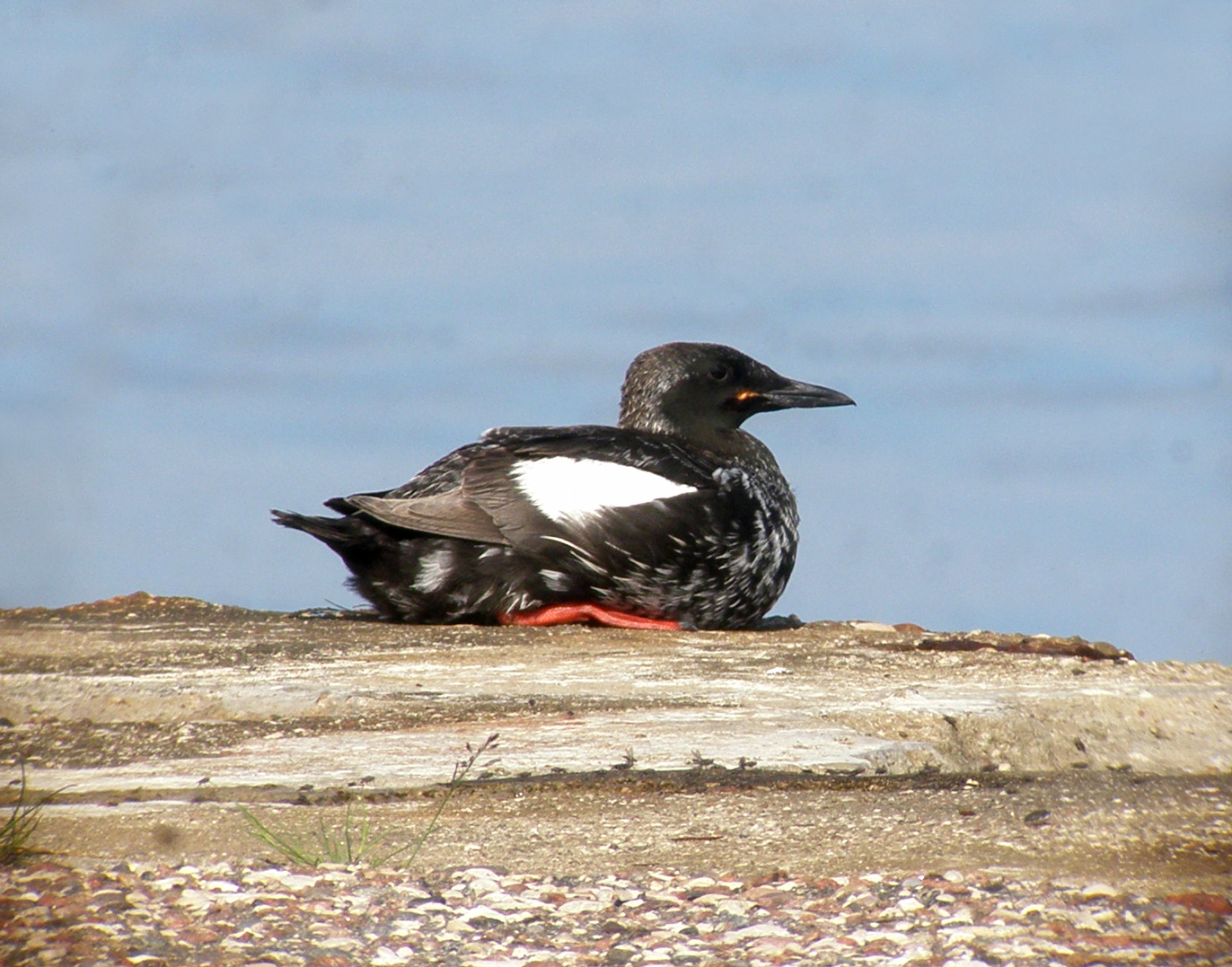
Guillemot à miroir

Ferjeholmen est vallonné, avec des buttes et des rochers de syénite. C'est un lieu de nidification pour le guillemot à miroir, l'huîtrier pie, le goéland cendré, le goéland argenté, le goéland marin, le goéland brun et la sterne pierregarin.
Objectif de conservation : prendre soin de l'avifaune et du milieu de vie des oiseaux liés à un îlot qui est une zone de nidification importante pour de nombreuses espèces d'oiseaux marins.